# غوردون هاريس
غوردون هاريس (بالإنجليزية: Gordon Harris)‏ (2 يونيو 1940 بإنجلترا في المملكة المتحدة - 10 فبراير 2014 في المملكة المتحدة) هو لاعب كرة قدم بريطاني في مركز الوسط. شارك مع منتخب إنجلترا تحت 21 سنة لكرة القدم ومنتخب إنجلترا لكرة القدم. أما مع النوادي، فقد لعب مع نادي بيرنلي ونادي سندرلاند ونادي ساوث شيلدز ‏.

## وصلات خارجية
- غوردون هاريس على موقع قاعدة بيانات كرة القدم.إي يو (الإنجليزية)
- غوردون هاريس على موقع ناشيونال فوتبول تيمز (الإنجليزية)